# 北門義塾
北門義塾（ほくもんぎじゅく）は、明治2年に函館の貿易商柳田藤吉が設立した私塾。正式名は北門社新塾（明治新塾）。

## 概要
明治2年（1869年）2月頃、上京していた柳田藤吉は、戊辰戦争時に朝敵とされた庄内藩に武器弾薬を調達する一方で、秋田藩及び新政府の御用を務め蓄財したことを悔い、庄内藩との取引益を公益に役立てたいと福澤諭吉・箕作麟祥らに相談、西洋では敵味方双方との商売で稼ぐことは通例で気遣い無用との忠告の上、素志を果たす方法として学校を興すことを勧められたという。それに従い、庄内藩との取引益約4万8千両を資金とし、無月謝・無束脩（入学金）で生徒計300人を上限に数名の教員を雇うと3年間経営可能という予算計画のもと、同年に東京の牛込早稲田に、翌年には函館に私塾を新設した。

## 北門社新塾
柳田は学校用地として、当時三井家が呉服代の抵当流れで所有していた牛込早稲田の元高松藩下屋敷を、3千6百両で東京在住者（稲田小四郎）の名義を借りて財産管理人の資格で買い取り（当初三井家はその使用目的から無償譲渡を申し出たが柳田は三井家に預けていた米代残金で相殺）、屋敷をそのまま流用した。塾主には、山東一郎（前箱館裁判所内国事務局権判事：のち山東直砥に改名）を箱館から招いて学校管理を委託、校名を北門社新塾とした。
翌明治3年（1870年）、山東は、西洋式病院新設を計画していた旧知の元御典医・松本良順（のち松本順）に敷地内への建設を斡旋、同年10月に蘭疇医院及び医学塾が開設され、以後、松本は北門社の共同管理者となった。
新塾は英学を専門とし、初代英学教師（塾長）は尺振八、続いて林董（松本の実弟）、安藤太郞が継いだ。明治4年（1871年）1月に入塾した福島安正の回想によれば、当時の塾主は山東、塾長は横尾東作、塾監白川有源で、横尾・白川が仙台に創設された英学校辛未館に転出後は、投票により塾生代表4名が塾務を代行、のちドイツ人オット・シセル（Otto Sichel；オットー・ズィッヒェル）が塾長として招かれたが、山東と不和を生じ、同年11月にシセルは福島及び遠藤敬止らとともに退塾、松本の助力で英学校蘭疇社を創設したという。

## 北門社郷塾
一方、柳田は本拠地である函館にも学校設置を企図し、明治3年（1870年）、藤野文蔵（商人）らとともに開拓使に請願、会所町の老朽官舎を6百両を投じて補修し、同年7月に郷学校と称して開校、翌年1月に郷塾と改称した。
郷塾では漢・英学科を設置し、塾長兼漢学教師に鈴木陸次が就任、英学教師には開拓大主典堀達之助（政徳）を招き1日2時間で嘱託。他に漢学教師1名、助教4名が置かれ、官吏である堀以外の教師・助教の俸給、校費はすべて柳田らが支弁した。

## 閉塾後（育英義塾・大隈重信別邸）
明治5年（1872年）9月、3年間の予定年限に達し、当初予算も超過したため、東京の新塾は山東・松本に自立経営が託されたが上記内紛により閉塾、函館の郷塾もその役割を終え、敷地建物は官に買上げられ閉塾した（前年10月に官立函館学校が松陰町に開校）。
なお、山東直砥は同年中に神奈川県七等出仕、さらに権参事に就任した。一方の松本順はすでに明治4年3月に大学出仕兼兵部省御用掛となり、蘭疇社のオット・シセルも明治5年11月から軍医寮学舎の英独語教師に雇われた。
その後、柳田は育英義塾（校主は有栖川宮熾仁親王：皇族華族他が経営）より旧北門社施設の貸与を要請されると、自身も経営陣に加わり、新暦1873年（明治6年）6月に育英義塾が早稲田に移転開校した。しかし、経営難により翌年2月には閉校解散したという。
北門社新塾の敷地は1874年（明治7年）に大隈重信別邸（のち本邸、大隈庭園が現存）となり、その後、隣接地に東京専門学校（現・早稲田大学）が創立された。

## 出版物
- 新塾月誌（明治2年）第2集で終刊
- 俳諧新聞誌（明治2年）第3集で終刊
- 英国祝砲条例（チューソン著・福地源一郎訳、明治2年）
- 英国商法（チューソン編・福地源一郞訳、明治3年）
- 増補地学階梯（チャンブル Chamber 著、明治3年）※英文教科書
- 格物入門和解 水学之部（上下巻、丁韙良著・柳河春蔭訳　 明治3年）
- 格物入門和解 気学之部（上中下巻、丁韙良著・安田次郎吉訳・明治3年）
- 格物入門和解 火学之部（上下巻、丁韙良著・吉田賢輔訳、明治3年）
- 格物入門和解 電学之部（上中下巻、丁韙良著・奥村精一訳、明治3年）
- 格物入門和解 力学之部（上下巻、丁韙良著・佐藤劉二訳、明治3年）
- 格物入門和解 化学之部（全4巻、丁韙良著・宇田川準一訳、明治7年）
- 格物入門和解 算学之部（全4巻、丁韙良著・塚原宗策訳、明治7年）
- First reading book for the use of schools（明治4年）
- 窮北日誌（岡本文平著、上下巻、明治4年）
- 北門急務（岡本文平著、上下巻、明治4年）

## 著名な入塾者
- 青山忠誠（旧篠山藩青山家当主・陸軍中尉）
- 今村謙吉（福音社創業）
- 遠藤敬止（実業家）
- 大谷木備一郎（弁護士・衆議院議員）
- 肝付兼行（海軍中将）
- 小村壽太郞（外交官・政治家）
- 柴四朗・東海散士（小説家・衆議院議員）
- 首藤陸三（教育者・政治家）
- 高橋善一（鉄道官吏・初代東京駅長）
- 十時三郎（大審院判事）
- 那珂通世（東洋史学者）
- 福島安正（陸軍大将）
- 増島六一郎（弁護士・教育者）
- 松平義生（旧高須藩主）
- 宮崎八郎（自由民権運動家）
- 湯浅治郎（実業家・衆議院議員）